# Quinto (Einheit)
Quinto, auch mit Quinta bezeichnet, war ein afrikanisches Gewichtsmaß, besonders an der Westküste und in Guinea. Das Maß galt für den einfachen Handel und als Goldgewicht.
- 1 Quinto ≈ 6 Gramm
- 1 Piso/Usano (Unze) = 1 1⁄3 Quinto = 2 Aquiraques = 4 Mediatablas ≈ 8 Gramm
- 1 Seron = 1 ½ Piso = 2 Quintos = 3 Aquiraques = 6 Mediatablas ≈ 12 Gramm
- 1 Benda = 2 Benda–offas = 8 Piso/Eusano/Usano/Usanno = 64,119 Gramm